# 锦城街道
锦城街道，中国浙江省杭州市临安区下辖的一个街道。全国重点文物保护单位吴越国王陵位于该地。  锦城街道位于临安区东部，东邻青山湖街道、板桥镇，南连锦南街道、玲珑街道，北靠锦北街道，是中共临安区委、临安区人民政府驻地，是全区政治、经济、文化中心。街道办事处驻地临水路223号。街道区域总面积61.57平方公里，辖9个社区、8个居民区、5个行政村。2013年底，户籍人口81169人，常住人口131169人。以汉族为主，有畲、回、满、傣、朝鲜、高山族等少数民族。境内有浙江农林大学衣锦校区和农林大干部管理学院和沃尔玛（万华广场）、西田城、永辉超市等多家综合体。有18家银行止于此。地铁5号线小王子站和园区站设于此。是全区政治经济文化中心。城区人口25万人，城区面积24.6平方公里。

## 辖区
- 行政村（5）： 横街村、钱王铺村、青柯村、新溪桥村、泥山湾村
- 社区（8）： 苕溪社区、万马社区、锦潭社区 、兰岭社区 、林学院社区、新民里社区、武肃里社区、文昌阁社区、锦桥社区
- 居委会 （8）：东门居委会、胜利居委会、新民居委会、横潭居委会、西瓜居委会、锦桥居委会、余村居委会、青龙居委会